# Contre-la-montre par équipes de cyclisme sur route aux Jeux olympiques d'été de 1992
Navigation
Séoul 1988
Le 100 km contre-la-montre par équipes de cyclisme sur route, épreuve de cyclisme des Jeux olympiques d'été de 1992, a lieu le 26 juillet 1992 dans les rues de Barcelone sous forme d'un contre-la-montre par équipes. La course s'est déroulée sur une distance réelle de 102,8 km, empruntant notamment le Circuit de Catalogne.
C'est la dernière fois que cette épreuve est au programme olympique.

## Résultats
| Rang                                | Cyclistes                                                                          | Pays                      | Temps           |
| ----------------------------------- | ---------------------------------------------------------------------------------- | ------------------------- | --------------- |
| Médaille d'or, Jeux olympiques      | Bernd Dittert Christian Meyer Uwe Peschel Michael Rich                             | Allemagne                 | 2 h 01 min 39 s |
| Médaille d'argent, Jeux olympiques  | Flavio Anastasia Luca Colombo Gianfranco Contri Andrea Peron                       | Italie                    | 2 h 02 min 39 s |
| Médaille de bronze, Jeux olympiques | Hervé Boussard Didier Faivre-Pierret Philippe Gaumont Jean-Louis Harel             | France                    | 2 h 05 min 25 s |
| 4                                   | Igor Dzyuba Oleh Halkin Igor Pastukhovich Igor Patenko                             | Équipe unifiée            | 2 h 05 min 34 s |
| 5                                   | Miguel Fernández Álvaro González de Galdeano Eleuterio Mancebo David Plaza         | Espagne                   | 2 h 06 min 11 s |
| 6                                   | Grzegorz Piwowarski Andrzej Sypytkowski Dariusz Baranowski Marek Leśniewski        | Pologne                   | 2 h 06 min 34 s |
| 7                                   | Thomas Boutellier Roland Meier Beat Meister Theodor Rinderknecht                   | Suisse                    | 2 h 06 min 35 s |
| 8                                   | Jaroslav Bílek Miroslav Lipták Pavel Padrnos František Trkal                       | Tchécoslovaquie           | 2 h 06 min 44 s |
| 9                                   | John den Braber Pelle Kil Bart Voskamp Jaap ten Kortenaar                          | Pays-Bas                  | 2 h 07 min 49 s |
| 10                                  | Brian Fowler Paul Leitch Graeme Miller Chris Nicholson                             | Nouvelle-Zélande          | 2 h 08 min 10 s |
| 11                                  | Stig Kristiansen Roar Skaane Bjørn Stenersen Karsten Stenersen                     | Norvège                   | 2 h 08 min 25 s |
| 12                                  | Robert Crowe Darren Lawson Robert McLachlan Grant Rice                             | Australie                 | 2 h 09 min 12 s |
| 13                                  | Colin Davidson Chris Koberstein Todd McNutt Yvan Waddell                           | Canada                    | 2 h 10 min 33 s |
| 14                                  | Gary Dighton Stephen Farrell Matt Illingworth Peter Longbotom                      | Grande-Bretagne           | 2 h 12 min 14 s |
| 15                                  | Li Wenkai Wang Shusen Zhu Zhengjun Tang Xuezhong                                   | Chine                     | 2 h 12 min 38 s |
| 16                                  | George Hincapie Nathan Sheafor Scott Mercier John Stenner                          | États-Unis                | 2 h 13 min 35 s |
| 17                                  | Mark Kane Kevin Kimmage Robert Power Paul Slane                                    | Irlande                   | 2 h 14 min 32 s |
| 18                                  | Mićo Brković Aleksandar Milenković Mikoš Rnjaković Dušan Popeskov                  | Participants indépendants | 2 h 14 min 37 s |
| 19                                  | Zundui Naran Dashnyamyn Tömör-Ochir Jamsrangiin Ölzii-Orshikh Dashjamtsyn Mönkhbat | Mongolie                  | 2 h 16 min 52 s |
| 20                                  | Hernandes Quadri Júnior Fernando Louro Euripides Ferreira Márcio May               | Brésil                    | 2 h 22 min 00 s |
| 21                                  | Nima Ebrahim Hussain Eslami Khosrow Ghamari Hussain Mahmoudi Shahvar               | Iran                      | 2 h 24 min 44 s |
| 22                                  | Mamdooh Al-Doseri Saber Mohamed Hasan Jameel Kadhem Jamal Ahmed Al-Doseri          | Bahreïn                   | 2 h 26 min 00 s |
| 23                                  | Ali Al-Abed Mansoor Bu Osaiba Khamis Harib Khalifa Bin Omair                       | Émirats arabes unis       | 2 h 27 min 41 s |
| 24                                  | Alfred Ebanks Don Campbell Craig Merren Stefan Baraud                              | Îles Caïmans              | 2 h 33 min 30 s |
| 25                                  | Wil Yamamoto Jazy Garcia Manuel García Martin Santos                               | Guam                      | 2 h 34 min 41 s |
| 26                                  | Medhadi Al-Dosari Saleh Al-Qobaissi Mohamed Al-Takroni                             | Arabie saoudite           | 2 h 35 min 30 s |
| 27                                  | Orlando Chavarria Douglas Lamb Michael Lewis Ernest Meighan                        | Belize                    | 2 h 42 min 38 s |
| 28                                  | Biruk Abebe Hailu Fana Asmelash Geyesus Daniel Tesfave                             | Éthiopie                  | 2 h 45 min 43 s |
| 29                                  | Rufin Molomadan Vincent Gomgadja Obed Ngaite Christ Yarafa                         | République centrafricaine | 2 h 49 min 28 s |
| -                                   | Michael Anderson Björn Johansson Jan Karlsson Johan Fagrell                        | Suède                     | Abandon         |
| -                                   | Mobance Amisi Selenge Kimoto Niampala Mongay Ndjibu Ngolomingi                     | Zaïre                     | Pas au départ   |

## Sources
- (en) Cet article est partiellement ou en totalité issu de l’article de Wikipédia en anglais intitulé « Cycling at the 1992 Summer Olympics – Men's team time trial » (voir la liste des auteurs).
- Résultats complets